# HAT1
HAT1 (англ. Histone acetyltransferase 1) – білок, який кодується однойменним геном, розташованим у людей на короткому плечі 2-ї хромосоми.  Довжина поліпептидного ланцюга білка становить 419 амінокислот, а молекулярна маса — 49 513.
| 10         |  | 20         |  | 30         |  | 40         |  | 50         |
| ---------- |  | ---------- |  | ---------- |  | ---------- |  | ---------- |
| MAGFGAMEKF |  | LVEYKSAVEK |  | KLAEYKCNTN |  | TAIELKLVRF |  | PEDLENDIRT |
| FFPEYTHQLF |  | GDDETAFGYK |  | GLKILLYYIA |  | GSLSTMFRVE |  | YASKVDENFD |
| CVEADDVEGK |  | IRQIIPPGFC |  | TNTNDFLSLL |  | EKEVDFKPFG |  | TLLHTYSVLS |
| PTGGENFTFQ |  | IYKADMTCRG |  | FREYHERLQT |  | FLMWFIETAS |  | FIDVDDERWH |
| YFLVFEKYNK |  | DGATLFATVG |  | YMTVYNYYVY |  | PDKTRPRVSQ |  | MLILTPFQGQ |
| GHGAQLLETV |  | HRYYTEFPTV |  | LDITAEDPSK |  | SYVKLRDFVL |  | VKLCQDLPCF |
| SREKLMQGFN |  | EDMAIEAQQK |  | FKINKQHARR |  | VYEILRLLVT |  | DMSDAEQYRS |
| YRLDIKRRLI |  | SPYKKKQRDL |  | AKMRKCLRPE |  | ELTNQMNQIE |  | ISMQHEQLEE |
| SFQELVEDYR |  | RVIERLAQE  |  |            |  |            |  |            |

A: Аланін

C: Цистеїн

D: Аспарагінова кислота

E: Глутамінова кислота

F: Фенілаланін

G: Гліцин

H: Гістидин

I: Ізолейцин

K: Лізин

L: Лейцин

M: Метіонін

N: Аспарагін

P: Пролін

Q: Глутамін

R: Аргінін

S: Серин

T: Треонін

V: Валін

W: Триптофан

Кодований геном білок за функціями належить до трансфераз, ацилтрансфераз, фосфопротеїнів. 
Задіяний у таких біологічних процесах як поліморфізм, ацетиляція, альтернативний сплайсинг. 
Локалізований у цитоплазмі, ядрі.